# FNM E.610
Die E.610 der Ferrovie Nord Milano sind eine Reihe von Elektrolokomotiven, die 1949 gebaut wurden.

## Geschichte
Nach dem Zweiten Weltkrieg entwickelte sich der elektrische Bahnbetrieb auf dem Bahnnetz der Ferrovie Nord Milano. Die Gesellschaft entschied deshalb, eine neue Baureihe von Elektrolokomotiven bauen zu lassen, um die bestehenden Maschinen der Reihe E.600 zu entlasten.
Die neue Baureihe entstand 1949 in vier Exemplaren, die von dem mailändischen Maschinenhersteller Breda gebaut wurden. Das Aussehen der Lokomotiven erinnerte an den zeitgenössischen E.424 der Ferrovie dello Stato.
Die elektrische Ausrüstung der E.610 wurde von der Compagnia Generale di Elettricità (CGE) entworfen.
Die E.610 wurden bis zum Fahrplanwechsel vom 12. Dezember 2010 benutzt. Seither befinden sie sich in Ruhestand.

## Lackierungen
Die E.610 wurden in der Castano-Isabella-Lackierung geliefert, analog zu den zeitgenössischen Fahrzeugen der Ferrovie dello Stato.
Ab 1982 erhielten die Maschinen die neue FNM-Lackierung, weiß und gelb. Ab 1994 bekamen sie die sogenannte „Regionallackierung“, in den Farben der Region Lombardei, weiß, hellgrün und hellblau.